# Myiophobus crypterythrus
El mosquero grisáceo (Myiophobus crypterythrus) es una especie de ave paseriforme de la familia Tyrannidae perteneciente al género Myiophobus hasta recientemente (2022) considerada una subespecie de Myiophobus fasciatus. Es nativa del noroeste de América del Sur.

## Distribución y hábitat
Se distribuye en el extremo suroeste de Colombia (oeste de Nariño), oeste de  Ecuador y noroeste y norte de Perú (al sur hasta el sur de Cajamarca y valle del Marañón).
Esta especie es considerada bastante común en sus hábitats naturales: clareras arbustivas secas, pastizales, jardines tupidos y bosques ralos, tanto en tierras bajas como en estribaciones montañosas, principalmente por debajo de los 1500 m de altitud, aunque hasta los 2000 m en el sureste de Ecuador, y hasta más alto en el noroeste de Perú.

## Sistemática

### Descripción original
La especie M. crypterythrus fue descrita por primera vez por el zoólogo británico Philip Lutley Sclater en 1861 bajo el nombre científico Myiobius crypterythrus; la localidad tipo es «Pallatanga, oeste de Ecuador.»

### Etimología
El nombre genérico masculino «Myiophobus» se compone de las palabras del griego «μυια muia, μυιας muias» que significa ‘mosca’, y «φοβος phobos» que significa ‘terror’, ‘miedo’, ‘pánico’; y el nombre de la especie «crypterythrus», se compone de las palabras del griego «kruptos» que significa ‘escondido’ y «eruthros» que significa ‘rojo’.

### Taxonomía
La presente especie, y el mosquero rojizo (Myiophobus rufescens), fueron tradicionalmente tratadas como subespecies del mosquero estriado (Myiophobus fasciatus), pero, como ya fue anticipado por autores anteriores, como Ridgely y Tudor (2009), fueron separadas como especies plenas con base en diferencias de plumaje y de vocalización, lo que fue seguido por las principales clasificaciones y por el Comité de Clasificación de Sudamérica (SACC) en la Propuesta No 963. Es monotípica.
Las principales diferencias apuntadas para justificar la separación son: difiere de M. fasciatus por la corona del macho invariablemente rufo-anaranjada y no amarilla; las estrías del pecho grises y no pardas; la garganta y el vientre blancos y no beige; las partes superiores gris ratón y no color de avena; por el canto diurno con notas más largas, alcanzando frecuencias mucho más altas y una gama muy amplia de frecuencia y ritmo más lento. Difiere de M. rufescens por su pecho blanco estriado de gris y no rufo pálido liso; la garganta y el viente blancos y no rufo pálido; las partes superiores gris ratón y no color de avena; y por el canto diurno.